# Erwin Albert
Erwin Albert (* 27. März 1954 in Wülflingen, Unterfranken) ist ein ehemaliger deutscher Fußballspieler und -trainer. Mit dem SK Beveren wurde er in Belgien zweimal Meister und einmal Pokalsieger. 1979 war er zudem mit 28 Treffern Torschützenkönig der belgischen Liga.

## Spielerkarriere
Aufgewachsen in Aub bei Bad Königshofen, begann Alberts Laufbahn im Nachbarort beim unterklassigen FC Bundorf. Da es dort zunächst keine Jugendabteilung gab, spielte er erst im Alter von 14 Jahren das erste Mal in einer Mannschaft. Mit 18 Jahren in die erste Mannschaft aufgerückt, erzielte Albert in seiner ersten Saison 41 Tore in 26 Spielen, womit er wesentlich zum Aufstieg in die A-Klasse beitrug. Mit 34 Toren im Folgejahr verhalf er dem FC Bundorf dazu, direkt eine weitere Spielklasse aufzusteigen.
Daraufhin wechselte Albert zum 1. FC Haßfurt, mit dem er 1976 in die Bayernliga, der damals dritthöchsten Spielklasse, aufstieg. In seinem ersten Jahr in Haßfurt erzielte Albert 31 Treffer. In den beiden folgenden Jahren gelangen ihm insgesamt 51 Tore.
Sein Mitspieler Ludwig „Luggi“ Müller vermittelte Albert ein Probetraining bei seinem ehemaligen Verein Hertha BSC, zu dem Albert 1977 wechselte. Nach einer guten Saisonvorbereitung zog er sich eine Woche vor dem Start der Saison einen Innenbandriss zu, was ihn zu einer Pause von vier Monaten zwang. Er kam so lediglich zu zwei zehnminütigen Einsätzen in zwei der drei letzten Heimspiele der Hertha in jener Saison, dabei ein 3:1 -Erfolg über die Bayern die zwar noch mit vier Weltmeistern von 1974 antraten aber schon weit jenseits ihres Zenits waren und in der Bundesliga nurmehr Zwölfter wurden. Die Hertha war in jenem Jahr mit Spielern wie Erich Beer, Uwe Kliemann und Norbert Nigbur gut besetzt. Es war aber Karl-Heinz Granitza, der mit 17 Toren bester Schütze der Hertha war und später ein großer Star in der US-National Soccer League werden sollte, der die von Albert begehrte Mittelstürmerposition belegte. Die Hertha wurde Dritter in der Bundesliga, und nurmehr 1999 sollte sie am Saisonende so weit oben stehen. 
Albert wechselte gegen eine Ablöse von 150.000 DM nach Belgien zum KSK Beveren, wo er acht Jahre spielte, auf Mitspieler Heinz Schönberger traf, und seine erfolgreichste Zeit erlebte. Er gewann mit den Flamen unter anderem zweimal die Belgische Meisterschaft (1978/79 und 1983/84). Bereits in seiner ersten Saison war er mit 28 Treffern belgischer Torschützenkönig geworden. Auf europäischer Ebene erreichte Albert mit Beveren nach dem Sieg gegen Inter Mailand das Halbfinale des Europapokals der Pokalsieger, in dem sich die Mannschaft unglücklich dem FC Barcelona geschlagen geben musste. Bei dem Club aus Ostflandern hatte er neben Heinz Schönberger auch Akteure wie die  Jean-Marie Pfaff und Filip De Wilde (beides Torhüter), Marc Baecke, Marek Kusto, Paul Lambrichts über mehrere Jahre an seiner Seite, wogegen Armin Görtz (1983/84) und Karl-Heinz Wißmann (1978/79) nur je eine Runde in Beveren spielten.   
1986 kehrte Albert in seine unterfränkische Heimat zurück und spielte vier Jahre beim Bayernligisten 1. FC Schweinfurt 05, mit dem er 1990 in die 2. Bundesliga aufstieg. Jedoch erlitt Albert durch ein Foul im letzten und entscheidenden Saisonspiel um die Meisterschaft gegen den TSV 1860 München einen Schien- und Wadenbeinbruch, woraufhin er seine Spielerkarriere beenden musste.

## Trainerkarriere
Nach seiner Karriere als Spieler wurde er 1992 Trainer bei seiner letzten Profistation dem 1. FC Schweinfurt 05, der zwischenzeitlich wieder in der Oberliga Bayern abgestiegen war. Dort konnte er sich aber nicht langfristig behaupten und wurde in der zweiten Saison entlassen. Nach Stationen in Würzburg (SV Heidingsfeld, Würzburger FV) coachte er von 1999 an den unterfränkischen TSV Großbardorf. Dort blieb er bis 2007, währenddessen er den Verein in der Saison 2002/03 von der Landesliga in die Oberliga Bayern führte. Nach einem Jahr Pause engagierte ihn der ebenfalls in Unterfranken beheimatete 1. FC Sand, mit dem er in der Saison 2011/12 von der Landesliga in die Bayernliga aufstieg. Dort konnte sich der Verein allerdings nur eine Saison halten. Nach der Auflösung seines Vertrags zum Ende der Saison 2013/14 beendete Albert seine Trainerkarriere. Im Anschluss war er als Bankkaufmann für eine Sparkasse tätig; bereits als junger Erwachsener hatte er eine entsprechende Lehre absolviert.

## Erfolge
- Belgischer Meister: 1979, 1984
- Belgischer Pokal-Sieger: 1983
- Belgischer Supercup-Sieger: 1979, 1984
- Torschützenkönig Belgien: 1979 (28 Tore)
- Einzug ins Halbfinale des Europapokals der Pokalsieger: 1979
- Aufstieg in die deutsche 2. Bundesliga: 1990